# Milo Addica
Milo Addica est un acteur, un scénariste et un producteur de cinéma américain né en 1963 à New Haven (Connecticut).

## Filmographie

### Acteur
- 2001 : À l'ombre de la haine de Marc Forster : Tommy Roulaine
- 2004 : Birth de Jonathan Glazer : Jimmy
- 2005 : The King de James Marsh : Bruno

### Scénariste
- 2001 : À l'ombre de la haine de Marc Forster (également coproducteur)
- 2004 : Birth de Jonathan Glazer
- 2005 : The King de James Marsh (également producteur)

## Distinctions
pour le scénario de À l'ombre de la haine

### Récompenses
- Satellite Awards 2002 : Satellite Award du meilleur scénario original
- American Screenwriters Association Awards 2002 : Discover Screenwriting Award (en)

### Nominations
- Oscars du cinéma 2002 : Oscar du meilleur scénario original
- Writers Guild of America Awards 2002 : Meilleur scénario original